# Conteville (Oise)
Conteville település Franciaországban, Oise megyében. Lakosainak száma 71 fő (2022. január 1.). Conteville Choqueuse-les-Bénards, Le Hamel, Hétomesnil és Le Mesnil-Conteville községekkel határos.

## Népesség
A település népességének változása:
| Lakosok száma | 83   | 80   | 78   | 73   | 73   | 72   | 72   | 71   | 71   |
|               | 2013 | 2015 | 2016 | 2017 | 2018 | 2019 | 2020 | 2021 | 2022 |